# 小行星4732
小行星4732（4732 Froeschlé）是一颗绕太阳运转的小行星，为主小行星带小行星。该小行星于1981年5月3日发现。

## 轨道参数
小行星4732的轨道半长轴为3.1611949 UA，离心率为0.068。